# 2458 Veniakaverin
2458 Veniakaverin (1977 RC7) là một tiểu hành tinh vành đai chính được phát hiện ngày 11 tháng 9 năm 1977 bởi N. Chernykh ở Nauchnyj.